# Reuben Jones
Reuben Samuel Jones –conocido como Ben Jones– (Newport, 19 de octubre de 1932-Melton Mowbray, 3 de enero de 1990) fue un jinete británico que compitió en la modalidad de concurso completo.
Participó en dos Juegos Olímpicos de Verano en los años 1964 y 1968, obteniendo una medalla de oro en México 1968 en la prueba por equipos. Ganó tres medallas en el Campeonato Europeo de Concurso Completo entre los años 1965 y 1969.

## Palmarés internacional
| Juegos Olímpicos   | Juegos Olímpicos          | Juegos Olímpicos  | Juegos Olímpicos |
| Año                | Lugar                     | Medalla           | Categoría        |
| ------------------ | ------------------------- | ----------------- | ---------------- |
| 1968               | Ciudad de México (México) | Medalla de oro    | Por equipos      |
| Campeonato Europeo |                           |                   |                  |
| Año                | Lugar                     | Medalla           | Categoría        |
| 1965               | Moscú (URSS)              | Medalla de bronce | Por equipos      |
| 1967               | Punchestown (Irlanda)     | Medalla de oro    | Por equipos      |
| 1969               | Le Pin-au-Haras (Francia) | Medalla de oro    | Por equipos      |